# Kozelșciîna
Kozelșciîna (în ucraineană Козельщина) este așezarea de tip urban de reședință a raionului Kozelșciîna din regiunea Poltava, Ucraina. În afara localității principale, mai cuprinde și satele Kvitî, Lozkî, Omelnîce, Pavlivka și Pidhorivka.

## Demografie
Componența lingvistică a așezării de tip urban Kozelșciîna
     Ucraineană (96,21%)
     Rusă (3,5%)
     Alte limbi (0,15%)
Conform recensământului din 2001, majoritatea populației așezării de tip urban Kozelșciîna era vorbitoare de ucraineană (96,21%), existând în minoritate și vorbitori de rusă (3,5%).